# 辻本嘉助
辻本 嘉助（つじもと かすけ、1937年 - 2020年10月9日）は、日本の医師。医学博士（大阪市立大学）。淀川キリスト教病院院長を務めた。

## 経歴
1937年、辻本家に生まれる。その後、大阪市で暮らす。関西学院中学、大阪府立北野高等学校卒業を経て、大阪市立大学医学部を卒業。また、大阪市立大学病院外科、淀川キリスト教病院にて勤務。その後、ピッツバーグ大学モンテフィオレ病院外科研究員として勤務。「先天性腸閉鎖の発生病理に関する実験的研究」で医学博士号（大阪市立大学）を取得。
その後再び、淀川キリスト教病院にて勤務。1996年～2003年まで同院院長を務めた。
他にも、公益財団法人日本ホスピス・緩和ケア研究振興財団顧問、学校法人梅花学園理事、学校法人関西医療学園理事、公益社団法人日本キリスト教海外医療協力会理事などを務めた。
2020年、大阪にて亡くなる。